# Sascha Stepan
Sascha Stepan (11 de enero de 1998) es un deportista austríaco que compite en bobsleigh en la modalidad cuádruple. Ganó una medalla de plata en el Campeonato Europeo de Bobsleigh de 2021.

## Palmarés internacional
| Campeonato Europeo | Campeonato Europeo    | Campeonato Europeo | Campeonato Europeo |
| Año                | Lugar                 | Medalla            | Prueba             |
| ------------------ | --------------------- | ------------------ | ------------------ |
| 2021               | Winterberg (Alemania) | Medalla de plata   | Cuádruple          |